# Зеленоголовый муравей

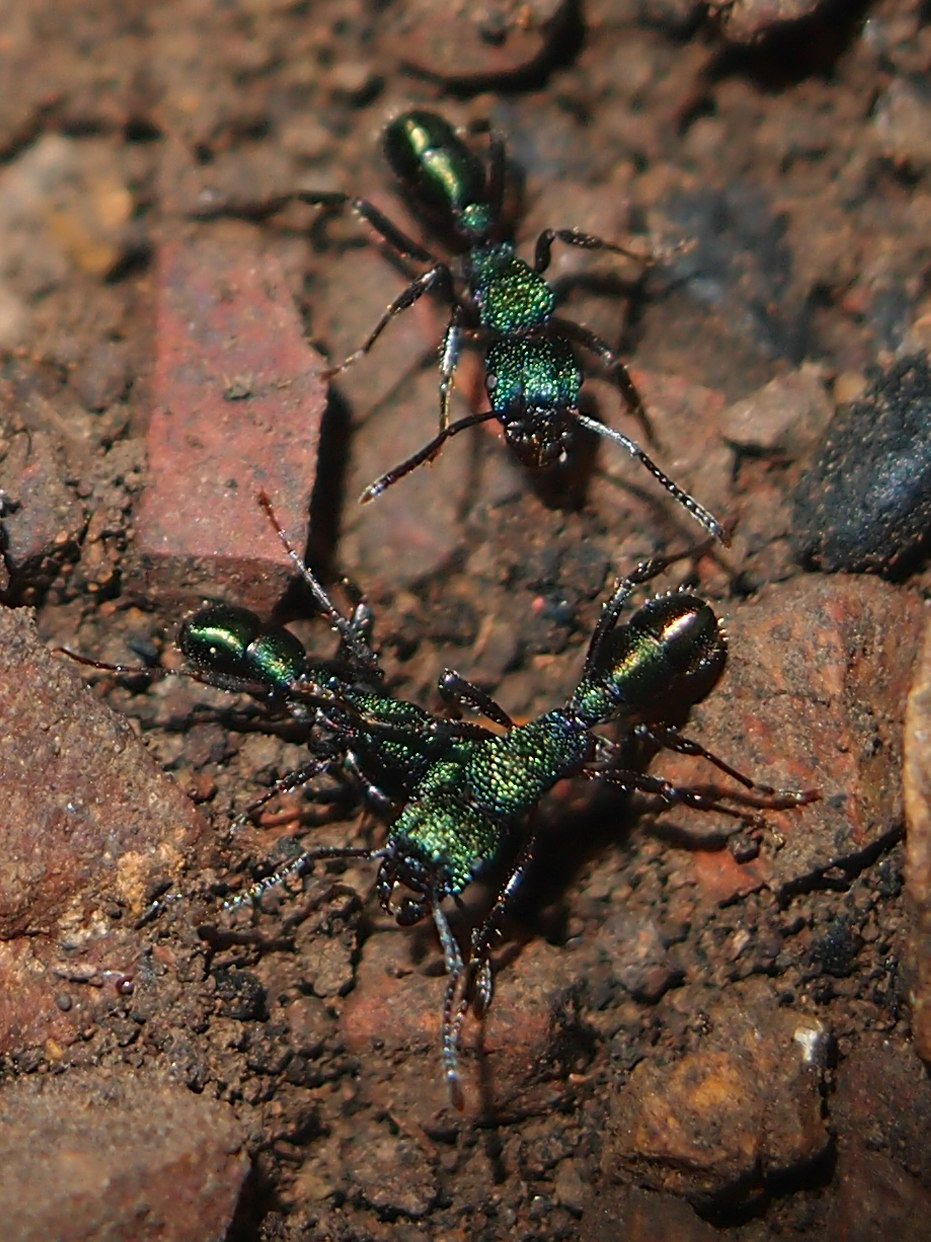
Муравьи Rhytidoponera metallica

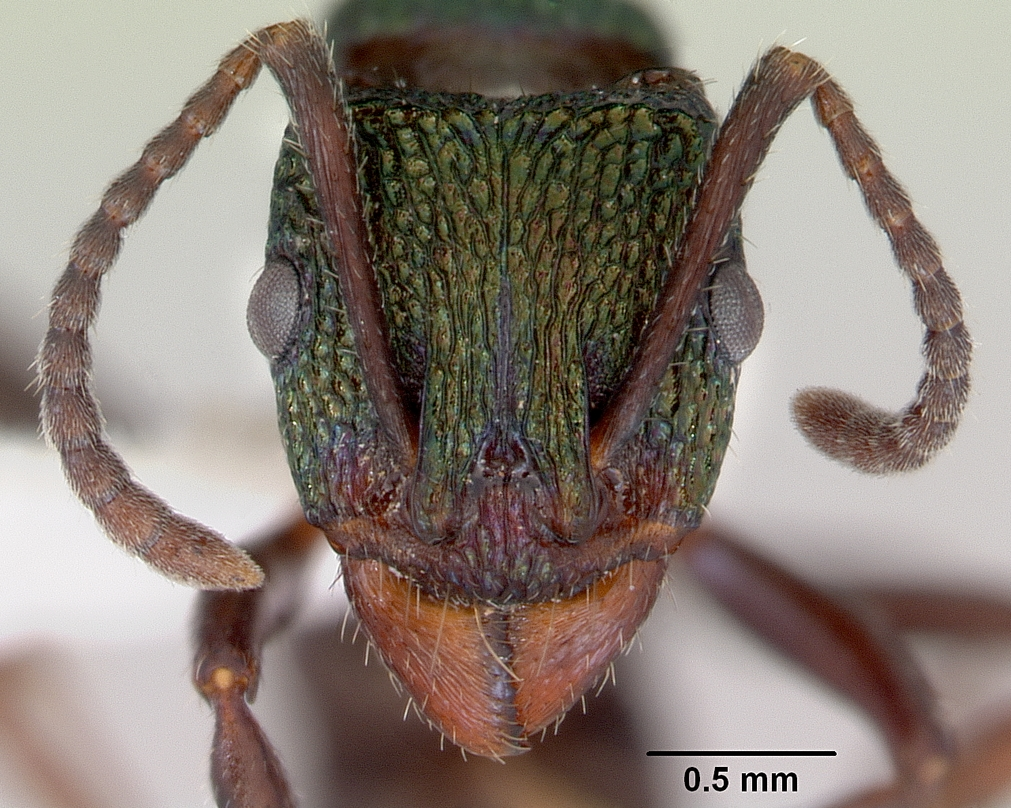
Голова муравья Rhytidoponera metallica

Зеленоголо́вый мураве́й (лат. Rhytidoponera metallica) — вид мелких тропических муравьёв рода Rhytidoponera из подсемейства Ectatomminae. Несмотря на свой размер (длина тела от 5 до 7 мм), они обладают сильным жалом, яд которого способен вызвать у человека анафилактический шок. Название насекомого связано с необычной металлически блестящей сине-зелёной окраской с переливами от зеленоватой до бронзово-фиолетовой, сходной с таковой у ос-блестянок. Могут служить орудием биологической борьбы с вредителями, убивая сельскохозяйственных вредителей. Эндемик Австралии, интродуцированный в Новую Зеландию.
Муравейники строят в почве и под камнями во многих биотопах, включая леса, редколесья, пустыни, открытые луга, а также лужайки и сады в городах. Дневные хищники, которые активны в светлое время суток. Охотятся на насекомых и других членистоногих, собирают падаль и сладкие выделения тлей и червецов. Играют важную роль в распространении семян (мирмекохория) и в уничтожении вредителей (жуков, термитов, гусениц). Рабочие зеленоголового муравья являются гамэргатами и могут спариваться с самцами, настоящие муравьиные матки редки. Брачный лёт происходит весной, основание новых семей — или почкованием, или полунезависимое: самки самостоятельно образуют новую семью, но могут выходить на фуражировку.

## Распространение
Встречается в Австралии. Один из самых широко распространённых эндемиков этого материка. Отмечается практически повсеместно в штатах Виктория, Новый Южный Уэльс, на Австралийской столичной территории и в Южной Австралии. Встречается также на территории Западной Австралии, но менее обычен на севере; найден в южной части Северной территории и на востоке Квинсленда. Эти муравьи отсутствуют на острове Тасмания, хотя имеется очень старое указание в источнике 1887 года.
Интродуцированы на Северный остров Новой Зеландии, где впервые были обнаружены в 1959 году. Предположительно были завезены вместе с грузом древесины; по крайней мере, другие виды Rhytidoponera интродуцировались этим путём. Закрепившиеся популяции муравьёв зафиксированы в городе Нейпир, где эти муравьи были собраны между 2001 и 2003 годами. Ранее их гнёзда находили в Пенроузе в окрестностях Окленда и в городе Маунт-Маунгануи, но в последнее время их там не обнаруживалось.

## Описание
Муравьи с телом длиной от 5 до 7 мм. Грудь выпуклая в профиль. Имеют металлически блестящую сине-зелёную окраску с переливами от зеленоватой до бронзово-фиолетовой, сходную с таковой у ос-блестянок. Обладают сильным жалом и ядом, способным вызвать анафилактический шок у особо чувствительных людей. Нижнебоковой угол переднегрудки (перед передними тазиками) — с острым зубцом, направленным вниз. Усики рабочих 12-члениковые (13-члениковые у самцов). Нижнечелюстные щупики рабочих состоят из трёх сегментов, нижнегубные щупики — двучлениковые. Жвалы с многочисленными мелкими зубчиками (12—30). Грудь у рабочих по причине отсутствия у них крыловых мышц более узкая и сжатая с боков по сравнению с самками; кроме того, рабочие немного меньше самок, однако в целом они трудноразличимы.
Самцы ещё меньше рабочих и самок (длина их тела — около 5 мм), и у них преобладает буровато-чёрная окраска тела. Лапки буроватые, жвалы бороздчатые. У самцов, в отличие от рабочих и самок, очень короткий скапус усиков, поверхностная морщинистость плотнее на голове и груди, количество микроямок меньше, чем у других каст на постпетиоле. Первый сегмент брюшка поперечно-бороздчатый, а опушение ног менее плотное. Гениталии самцов в целом сходны с таковыми у других близких видов муравьёв, состоят из внешних, средних и внутренних пар вальв, последних сегментов брюшка (IX и X тергитов и VIII и IX стернитов).
Преобладающий, металлически блестящий цвет муравьёв — зелёный, но он может варьироваться в зависимости от региона, от металлического зелёного до пурпурного. В хребтах Флиндерс в Южной Австралии и около Алис-Спрингс на Северной территории цвет муравьёв меняется с типичного зелёного на тёмно-фиолетовый. В областях с большим количеством осадков, таких как плоскогорья Нового Южного Уэльса и саванны Виктории, муравьи в основном зелёные с пурпурными оттенками по бокам мезосомы. В северных регионах Нового Южного Уэльса и Квинсленда верхняя часть тела красновато-фиолетовая, переходящая в золотистый цвет вокруг нижних частей плевры. Зелёный цвет в этом случае либо ограничен, либо полностью отсутствует. У большинства популяций есть ярко-зелёный цвет брюшка, за исключением тех, кто живёт в пустыне. В некоторых районах недалеко от Брисбена были обнаружены две разные по цвету формы в пределах одной колонии. Было высказано предположение, что две цветовые формы могут представлять собой два вида-близнеца, однако это не может быть подтверждено из-за отсутствия доказательств. На крайнем севере Квинсленда популяции муравьёв выглядят тускло-зелёными и отличными от более ярких, обитающих южнее. Неизвестно, действительно ли популяции крайнего севера представляют собой другой вид. Помимо цветовых вариаций, между популяциями существуют морфологические различия. Например, размер и форма головы и петиоля, длина ног и другие скульптурные детали тела могут варьироваться.
Личинки имеют размер до 4,4 мм и похожи на личинок Rhytidoponera cristata. Их можно отличить по менее вздутому брюшку и более коротким волоскам на теле, размером от 0,096 до 0,2 мм. На грудном и брюшном отделах они наиболее крупные и достигают 0,2 мм. На жгутиковых и вентральных частях брюшка они имеют размер от 0,075 до 0,15 мм. Волоски на голове имеют короткие зубчики, а на антеннах есть апикальные сенсиллы, каждая из которых содержит несколько вздутый шипик. Молодые личинки намного меньше, чем зрелые личинки, и имеют длину 1,5 мм. Они выглядят внешне похожими на зрелых личинок, но их диаметр отличается, постепенно уменьшаясь от пятого отдела тела к переднему концу. Волоски имеют размер от 0,02 до 0,18 мм, причём самые длинные из них обнаруживаются на жгутиковых выступах и на некоторых отделах тела; однако там волоски становятся редкими. Кончики волос на голове простые, а общая длина волосков на голове составляет от 0,02 до 0,076 мм. Обе антенны имеют субконическую структуру и три апикальные сенсиллы, напоминающие шипик. Мандибулы субтреугольной формы с изогнутой вершиной. Апикальные и субапикальные зубцы острые и короткие, а проксимальный — тупой. В отличие от зрелых личинок, их проксимальный зубец не делится на две части.

## Биология
Гнездятся в почве и под камнями. В Австралии встречаются во многих биотопах, включая леса, редколесья, пустыни, открытые луга, лужайки и сады в городах. Дневные хищники, охотящиеся на членистоногих и собирающие сладкие выделения тлей и червецов. Играют важную роль в распространении семян (мирмекохория) и в уничтожении вредителей (жуков, термитов, гусениц). Рабочие зеленоголового муравья являются гамэргатами и могут спариваться с самцами, настоящие самки редки. Брачный лёт происходит весной, основание новых семей — или почкованием или полунезависимое: самки самостоятельно образуют новую семью, но могут выходить на фуражировку.

### Фуражировка и питание
Зеленоголовые муравьи — дневной вид, который активен в светлое время суток, быстро добывая пищу либо на земле, либо на растительности. Rhytidoponera metallica — падальщики, хищники и собиратели семян, обычно имеющие широкий рацион из животного материала, насекомых, мелких членистоногих, семян и медвяной падевой росы от насекомых. Рабочие обычно охотятся на жуков, бабочек и термитов, используя свои жала, чтобы убить их, вводя яд. Удаление капитулы (capitula, структура, похожая на сочные элайосомы семян) из яиц палочника Eurycnema goliath уменьшает шансы на то, что их будут собирать муравьи Rhytidoponera metallica, которые переносят их в свои гнёзда. В районах, где доминирует мясной муравей (Iridomyrmex purpureus), муравей Rhytidoponera metallica не подвержен влиянию его присутствия и все ещё успешно находит источники пищи. Поскольку муравьи Rhytidoponera metallica являются примитивными обычными хищниками, в отличие от более продвинутых видов (которые добывают пищу группами и всегда общаются через следовые феромоны), они не могут защитить источники пищи от доминирующих муравьёв. Они сильно зависят от любого источника пищи, а невозможность успешно защитить его от других муравьёв, возможно, привела к тому, что они мирно сосуществуют с доминирующими видами, включая мясных муравьёв.

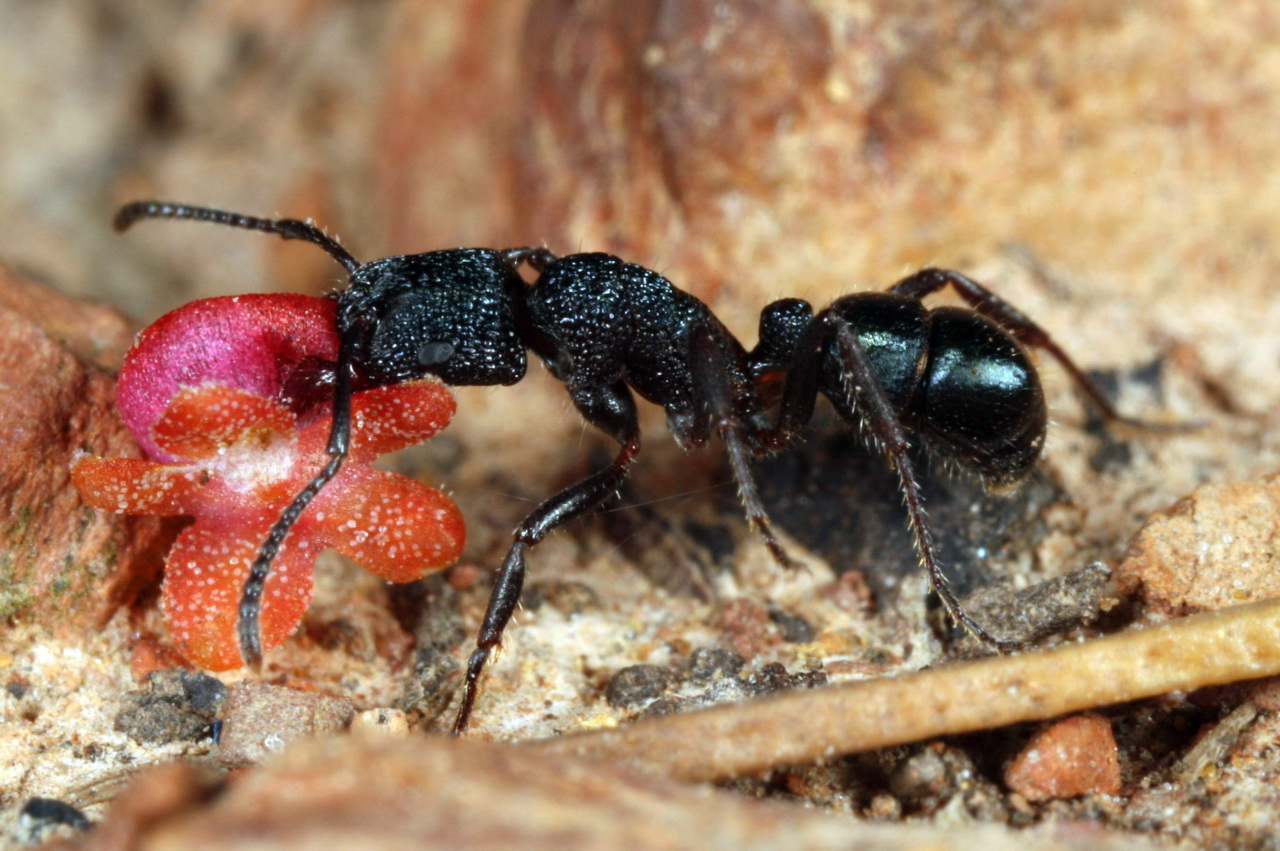
Рабочий с цветком в челюстях

Зеленоголовый муравей является семеноядным видом (как и муравьи-жнецы), предпочитая семена с низкими механическими защитными свойствами. Семена с более твёрдой кожурой редко употребляются ими в пищу. Известно, что они собирают семена без ариллуса и рассеивают семена различных видов акаций: миртовой (Acacia myrtifolia), золотой (Acacia pycnantha), прибрежной (Acacia sophorae), сладкой (Acacia suaveolens) и можжевеловой (Acacia ulicifolia). Муравьи Rhytidoponera metallica перемещают почти половину семян, которые они ранее принесли, примерно на 60—78 см в сторону от своих гнёзд, как в несгоревшие, так и в сожжённые пожарами места обитания. В некоторых случаях семена Adriana quadripartita распространяются гораздо дальше; Rhytidoponera metallica составляют 93 % всех муравьёв, которые собирают эти семена и могут рассеивать их на расстоянии до 1,5 метров. Было показано, что Rhytidoponera metallica, наряду с Aphaenogaster longiceps, по сравнению с другими видами муравьёв собирали наибольшее количество семян и выбрасывали их на вершине своего гнезда. Большинство семян, рассеянных муравьями Rhytidoponera metallica и A. longiceps, в конечном итоге съедаются муравьями из рода Pheidole. Так как семена имеют более высокую выживаемость, если их не собирает Pheidole, то два вышеназванных вида муравьёв более полезны для семян, чем Pheidole. Семена в муравейниках Rhytidoponera metallica прорастают редко.
Фуражировочные факторы, такие как время, проведённое вне гнезда, и расстояние, пройденное рабочими для поиска пищи, коррелируют с размером колонии. Рабочие, живущие в небольших колониях, как правило, добывают меньше пищи и проводят меньше времени на территории, тогда как рабочие в более крупных колониях проводят больше времени вне муравейника и на большем расстоянии от своего гнезда. Такие результаты были также замечены у медоносной пчелы (Apis mellifera), но, в отличие от пчёл, рабочие муравьи из малых и крупных колоний переносили одинаковую рабочую нагрузку. Сокращение времени на фуражировку может снизить риск гибели от крупных хищников и сэкономить энергию. Более короткие периоды фуражировки, наблюдаемые в небольших колониях, приводят к тому, что эти гнёзда сохраняют энергию и в целом ведут себя менее энергично. Групповой поиск происходит только в том случае, если рабочий встречает другого соплеменника, который сильно загружен ресурсами. Поскольку эти муравьи являются одиночными фуражировщиками и редко вербуют других обитателей гнезда, вероятность того, что рабочий встретится с другими, увеличивается, если они маркируют землю следовыми феромонами. Такое поведение может служить простым методом локализованной химической мобилизации других соплеменников из своего гнезда. Проведение маркировки следовыми феромонами усиливается, когда рабочие-разведчики сталкиваются с крупными кормовыми объектами добычи, что говорит о том, что фуражиры с тяжёлыми грузами намеренно пытаются повысить уровень встречаемости с соплеменниками. Однако, когда рабочие переносят мелких или крупных сверчков, маркировка территории следовыми феромонами снижается, чтобы обеспечить эффективность транспортировки и сократить время возвращения муравьёв. Рабочие могут быстро перенастроить свою деятельность по добыче пищи в соответствии с качеством кормового ресурса.

Муравей Ochetellus glaber (слева), атакующий рабочего Rhytidoponera metallica

Крупные муравьиные колонии Rhytidoponera metallica демонстрируют возрастной кастовый полиэтизм, когда молодые рабочие действуют как няньки и ухаживают за потомством (яйцами, личинками и куколками), а старшие рабочие выходят из гнезда и добывают пищу. В небольших колониях возрастной кастовый полиэтизм не встречается, при этом роль нянек и фуражиров выполняют как молодые, так и старшие рабочие. Эти результаты показывают, что старение не является механизмом, который стимулирует труд в колониях. Появление возрастного полиэтизма в более крупных колониях является результатом специализации рабочих. Рабочие в небольших колониях обычно склонны к работе с личинками и другим потомством гораздо больше, чем рабочие в более крупных колониях, но это связано с дифференцированной социальной средой между малыми и большими обществами.

### Жизненный цикл

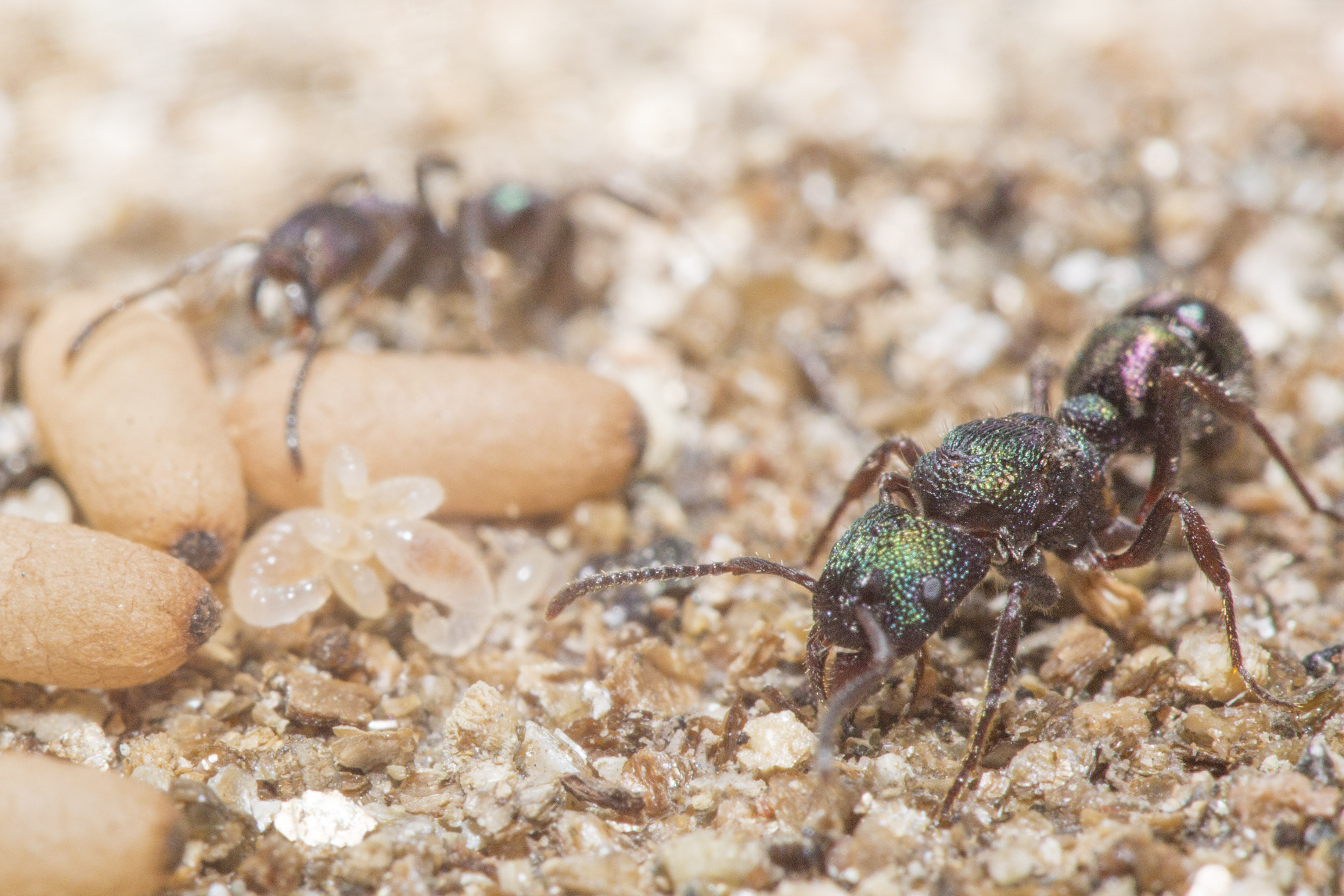
Муравьиная матка (справа) в лабораторном гнезде, с личинками, куколками и рабочим

Самцы у муравьёв Rhytidoponera metallica появляются нерегулярно в течение года и являются низколетящими муравьями. Роение муравьёв происходит в весенний для Южного полушария период с сентября до ноября при температуре 20—25 °C, когда большинство самцов покидает свои муравейники.
Однако иногда самцы возвращаются в своё гнездо после краткого пребывания за пределами муравейника. Зеленоголовый муравей — это гамэргатный вид, что означает, что самцы могут успешно спариваться с рабочими.
Эти рабочие остаются вне своего гнезда с поднятыми вверх брюшками. Наблюдения показали, что рабочие сначала нападают на самцов, когда они впервые сталкиваются друг с другом, а затем самец садится на рабочего, хватая его мандибулами в области шеи и успешно прикрепляя себя. Оба муравья обычно остаются неподвижными, когда спариваются, но иногда рабочие могут ухаживать за собой (чиститься) или передвигаться несколько мгновений спустя, тем самым разъединяясь с самцом. В нескольких случаях было замечено, что рабочие двигались, как только начинается совокупление, и тащили самца, в конечном итоге освобождаясь от него. Копуляция обычно имеет продолжительность от 30 секунд до почти одной минуты и происходит с 8 до 9 утра. Большинство пар спариваются один раз, но некоторые другие могут совокупляться друг с другом дважды. В некоторых случаях самцы успешно спариваются с двумя рабочими, а некоторые пары могут вернуться в своё гнездо даже во время спаривания.
У муравьёв Rhytidoponera metallica редко обнаруживаются матки, но некоторые колонии изредка выращивают крылатых самок; матки могут создавать свои собственные колонии в неволе, но в дикой природе таких случаев не было зафиксировано, что говорит о том, что этот вид постепенно теряет свою касту маток. По наблюдениям в большинстве случаев было отмечено, что самцы спариваются с рабочими, но не с самками. Одним из факторов, предполагающих потерю касты маток, является то, что зеленоголовый муравей проходит через эволюционный процесс, в котором матки являются редкой морфологической формой, не имеющей большого значения, поэтому рабочие обычно заменяют маток и берут на себя репродуктивную роль. Матки по-прежнему участвуют в брачных полётах, поскольку некоторые из них были замечены в спаривании с самцами. Известно, что они выделяют половой феромон из пигидиальной железы, особой экзокринной железы, находящейся между двумя последними брюшными сегментами. Эргатоидные матки (бескрылые репродуктивные самки) выходят из своего гнезда и, как рабочие, прижимают голову к земле и поднимают кверху брюшко. Затем матки выпускают половые феромоны, которые привлекают самцов, которые отчаянно ищут маток посредством возбуждённого передвижения. Самцы могут пытаться совокупиться с рабочими, которые их не «зовут», но предположительно высвобождают эти феромоны. Когда самец вступает в контакт с маткой, он прикасается к ней своими антеннами и захватывает грудную клетку самки своими мандибулами. Матка готова к спариванию, когда она поворачивает брюшко в сторону, где самец будет искать гениталии своим копулятивным аппаратом (частями органа, участвующими в совокуплении). Пара может совокупляться в течение нескольких минут.
Новые колонии основывают оплодотворённые рабочие-гамэргаты, которые роют свои норки и откладывают яйца.
Наблюдения показывают, что большинство рабочих, создающих собственные колонии, следуют типичному поведению понериновых муравьёв и выращивают личинок, которых кормят, покидая иногда своё новое место обитания, чтобы добыть себе пищу. Однако лабораторные гнёзда, основанные рабочими, дают потомство только в виде самцов. Это означает, что новая колония, вероятно, образуется несколькими рабочими, покидающими своё родительское гнездо, из которых несколько особей оплодотворяются. В других случаях происходит почкование родительской семьи, когда одна его часть покидает гнездо.
Известно, что и некоторые матки могут создавать свои собственные колонии. Оплодотворённые матки могут успешно основать колонию в неклаустральных гаплометротических условиях (как в случае, основанном единственной маткой, которая выходит из гнезда за едой, чтобы прокормить своих личинок), но развитие колонии сразу после основания колонии происходит очень медленно, тогда как другие виды Rhytidoponera имеют тенденцию расти быстрее.
Также есть явный признак разделения труда между матками и рабочими. После смерти матки рабочие могут иногда конкурировать и проявлять сексуальное поведение, что означает, что они могут размножаться в гнёздах без маток. Несмотря на почти полное отсутствие маток, дальнее расселение с крылатыми матками может иметь значение. Колонии начинаются с малого числа особей, но могут быстро развиваться до зрелого состояния. Личинки из яиц появляются спустя две-три недели, окукливаются примерно через месяц. В лабораторных гнёздах на второй год было менее ста рабочих особей.
Генетические закономерности показывают, что рабочие зеленоголового муравья спариваются с неродственными самцами из отдаленных колоний. Родство среди рабочих также очень низкое, и высока доля муравьёв-гамэргатов. Если все гамэргаты не родственны между собой, количество гамэргатов, живущих в гнезде, может достигать девяти; все эти гамэргаты участвуют в воспроизводстве молоди. Среднее количество гамэргатов может быть очень высоким, если они родственны и получают большую долю в воспроизводстве. Тем не менее в большинстве случаев гамэргаты, как правило, не родственны между собой, и они нечасто имеют определённую степень родства. Во многих колониях рабочие и гамэргаты следят за молодыми самками, что препятствует их яйцекладке.
| |  |  |
| Вид в профиль: рабочий муравей (слева), крылатая самка (в центре) и крылатый самец Rhytidoponera metallica |  |  |

### Враги и мирмекофилы
Муравьи Rhytidoponera metallica являются добычей целого ряда хищников, включая клопов-хищнецов (Reduviidae) и австралийскую ехидну (Tachyglossus aculeatus), в фекалиях которой были обнаружены рабочие муравьи. Птицы также питаются этими муравьями, в том числе австралийский белый ибис (Threskiornis moluccus), чёрный коршун (Milvus migrans), солдатский чибис (Vanellus miles) и австралийский совиный козодой (Aegotheles cristatus). Рабочие муравьи и личинки могут быть заражены паразитами; осмотренные рабочие были замечены с куколками поздней стадии неопознанного паразита в их грудных сегментах. В гнёздах Rhytidoponera metallica иногда встречаются мирмекофильные насекомые, такие как жуки Chlamydopsis longipes.

## Биохимия
В составе мандибулярных желёз зеленоголовых муравьёв обнаружено несколько феромонных веществ, используемых при химической коммуникации, включая следующие (по данным The Pherobase, первые три из списка найдены среди животных только у данного вида): 5-метил-3-(2-метилбутил)-2-E3-метилбутенил-пиразин (C15H24N2); 5-метил-3-изопентил-2-E3-метилбутенил-пиразин (C15H24N2); 5-метил-3-(2-метилбутил)-2-E3-метилпентенил-пиразин (C16H26N2); 2,5-диметил-3-(2-метилбутил)-пиразин (C11H18N2) и другие пиразины, алканы и алкены. Также в качестве следовых феромонов найдены изогераниол (Z-3,7-диметил-3,6-октадиен-1-ол; C10H18O) и 3-гидроксибензальдегид (C7H6O2).

## Генетика
Диплоидный набор хромосом у самок и рабочих варьирует в широком диапазоне 2n = 22—24, 34—38, 41—44, 46, у самцов гаплоидный набор n = 17—22. Это изменение в отношении числа хромосом является следствием робертсоновского полиморфизма, при котором увеличение числа хромосом сопровождается сокращением метацентрических хромосом и увеличением акроцентрических хромосом. Например, в популяциях в Новом Южном Уэльсе при диплоидном наборе 2n = 36 число метацентриков равно 10, в наборе 2n = 42 и 44 число метацентриков уменьшается до 4 и 2 соответственно, а в 2n = 46 и вообще сводится к нулю. Однако фундаментальное число плеч хромосом у зеленоголовых муравьёв остаётся неизменным и равно 46.

## Систематика

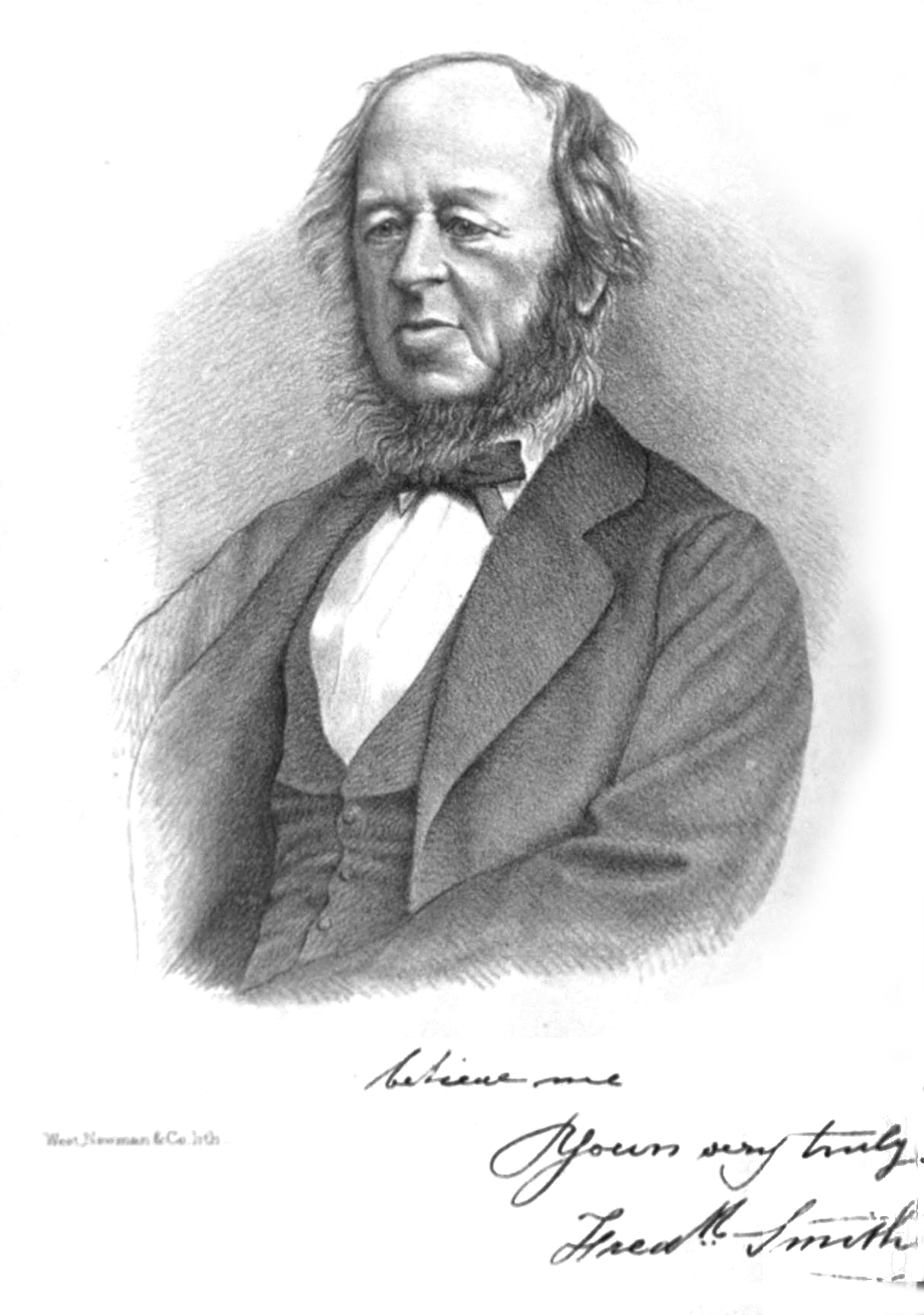
Фредерик Смит первым описал этот вид в 1858 году

Вид был впервые описан в 1858 году британским энтомологом Фредериком Смитом под первоначальным названием Ponera metallica по двум синтипам: самке и рабочему (голотип указан не был), найденным около Аделаиды в Южной Австралии.
Этот материал в настоящее время хранится в Музее естествознания (Natural History Museum) в Лондоне. В 1862 году австрийский энтомолог Густав Майр перенёс этот вид из рода Ponera в состав таксона Rhytidoponera, который тогда был впервые описан в качестве подрода в составе рода Ectatomma. В 1863 году его включили в Ectatomma под названием Ectatomma metallicum. В 1897 году итальянский мирмеколог Карл Эмери обозначил его как Rhytidoponera metallica и в 1911 году указал в качестве типового вида для таксона Chalcoponera, подрода в составе Rhytidoponera; это в дальнейшем иногда приводило к ошибочной трактовке его как типа всего рода Rhytidoponera.
Таксономия зеленоголовых муравьёв и других близких с ними видов (составляющих группу видов R. metallica) вызвала путаницу из-за их большого географического разнообразия и похожих на них видов, которые ранее рассматривались как отдельные таксоны (морфологические формы). Эти формы были описаны под разными именами из-за неадекватных первоначальных характеристик. И только в 1958 году после обзора и ревизии этих сходных муравьёв в статье американского энтомолога Уильяма Брауна младшего было признано, что таксоны Rhytidoponera caeciliae, Rhytidoponera pulchra, Rhytidoponera purpurascens и Rhytidoponera varians являются синонимами зеленоголового муравья.
Научное латинское название R. metallica связано с металлически блестящей окраской тела (внешне напоминая ос-блестянок), так же как и обычное английское название насекомого, green-head ant (с англ. — «зеленоголовый муравей»).
Помимо обычного названия «зеленоголовый муравей», в штате Квинсленд он широко известен как metallic pony ant (с англ. — «металлический пони-муравей», так как скачет, как пони) или green ant (с англ. — «зелёный муравей»). Однако это может сбивать с толку людей, незнакомых с местной терминологией, поскольку жители северного Квинсленда называют азиатских зелёных муравьёв-портных (Oecophylla smaragdina) также green ants (с англ. — «зелёными муравьями»).

## Муравьи и человек
Муравьи Rhytidoponera metallica обладают сильным жалом, воздействие яда которого на кожу человека может быть болезненным, но недолгим. Для облегчения боли можно использовать пакет со льдом, но люди, испытывающие аллергическую реакцию, обычно доставляются в больницу для лечения.
Яд достаточно силен, чтобы вызвать анафилактический шок у чувствительных людей. В исследовании ядовитых австралийских муравьёв, проведённом в 2011 году, выяснилось, что из примерно тысячи австралийских видов муравьёв анафилактический шок могут вызвать только представители рода Myrmecia (чаще Myrmecia pilosula) и Rhytidoponera metallica. Сообщалось, что зеленоголовые муравьи были причиной смертности среди домашних птиц.
Несмотря на потенциальную опасность для чувствительных людей, муравьи Rhytidoponera metallica могут быть полезны. Они могут служить орудием биологической борьбы, например, убивая сельскохозяйственных вредителей, таких как термиты и личинки жуков и бабочек.